# Hair (film)
Hair is een Amerikaans muziekfilm uit 1979 onder regie van Miloš Forman. Het verhaal is gebaseerd op dat uit de gelijknamige theatermusical uit 1969, maar bevat essentiële verschillen. De film werd genomineerd voor de César voor beste niet-Franstalige film en voor zowel de Golden Globe voor beste musical/komedie als voor die voor beste nieuwe acteur (Treat Williams). Hair won daadwerkelijk de Premi David di Donatello voor beste regisseur en beste filmmuziek.

## Verhaal
Claude Hooper Bukowski is een plattelandsjongen uit Oklahoma die wordt opgeroepen door het Amerikaanse leger om te dienen in de Vietnamoorlog. Hij reist een paar dagen voor hij zich moet melden in zijn nette goed naar New York om eerst nog een paar dagen de stad te bekijken. Daar loopt hij op straat een groepje hippies tegen het lijf aangevoerd door de extraverte George Berger. Hij en zijn vrienden Woof Daschund, Hud Johnson en Jeannie Ryan leven een leven dat voor Claude volkomen nieuw is. Ze zwerven blut rond op straat, zijn volkomen pacifistisch ingesteld en staan complete vrijheid van seksualiteit, drugsgebruik en uiting voor. Berger en zijn vrienden nemen Claude de laatste dagen voor hij in dienst moet mee op sleeptouw in al hun gewoontes.
Omdat Berger gezien heeft hoe Claude naar de chique Sheila Franklin keek toen die met haar familie aan het paardrijden was, gaat hij met Claude en zijn vrienden op weg naar haar huis om onuitgenodigd op een daar gehouden feestje te verschijnen. Sheila's vader eist dat de groep zijn keurige partijtje verlaat, maar de politie moet eraan te pas komen om het groepje te ontzetten. Ze kwamen niettemin alleen een feestje bouwen, zij het ongewenst. Sheila is er wel van onder de indruk geraakt. Claude heeft net genoeg geld om voor één persoon de boete te betalen en koopt daarmee op het politiebureau Berger vrij. Die gaat eerst naar Sheila voor geld om de boetes van de anderen te betalen, maar haalt het benodigde bedrag vervolgens bij zijn moeder. Nadat Berger iedereen vrij heeft gekocht door de nog openstaande boetes te betalen, neemt hij iedereen mee naar een vredesmanifestatie in het park. Daar komt Sheila ze opzoeken en gaat ze met ze mee.
Berger vindt de oorlog belachelijk en maant Claude om niet te gaan. Die vindt het niettemin belangrijk om voor zijn vaderland te vechten en gaat zich gewoon aanmelden. Hij wordt medisch gekeurd en vervolgens naar een militair trainingskamp in Nevada gebracht. Daar schrijft hij een brief aan Sheila. Omdat zij die ook aan Berger laat zien, komt die erachter dat Claude in Nevada is. Hij wil hem daar als verrassing samen met de anderen opzoeken. 'Hud' blijkt zonder dat de anderen het wisten een verloofde en een zoontje te hebben, die hem opgespoord hebben. Hij wil ze eigenlijk wegsturen en niets meer met zijn oude leven te maken hebben, maar Berger vindt dat hij dat niet kan maken en neemt ook hen mee in de auto richting Nevada. De militaire politie daar wil het groepje niet toelaten op de basis. Daarom versiert Sheila in een bar nabij een sergeant. Zodra ze zijn kleren gestolen heeft, gaat ze ervandoor en geeft ze het sergeantsuniform aan Berger. Die kan daarmee alsnog zo de basis oprijden.
Met het uniform aan en een zonnebril op beveelt 'sergeant Berger' Claude om mee naar buiten te komen. Die herkent hem daar pas. Berger wil dat hij meekomt om de anderen te ontmoeten, maar Claude kan het terrein niet af omdat het aantal aanwezige mensen constant gecontroleerd wordt. Berger wisselt daarom met hem van uniform. Claude kan daardoor in het sergeantsuniform even van het terrein af terwijl Berger zijn plaats binnen inneemt zo lang als Claude bij de anderen is. Alleen terwijl Berger zich voor Claude uitgeeft, krijgen de soldaten plotseling het bevel om binnen drie minuten klaar te staan om naar Vietnam te worden gevlogen. Berger probeert nog duidelijk te maken dat hij daar niet hoort, maar zonder Claudes naam te noemen. Hij stapt toch het vliegtuig in en sterft op 6 april 1968 op 22-jarige leeftijd in Vietnam.

## Rolverdeling
| Acteur           | Personage              |
| ---------------- | ---------------------- |
| John Savage      | Claude Hooper Bukowski |
| Treat Williams   | George Berger          |
| Beverly D'Angelo | Sheila Franklin        |
| Annie Golden     | Jeannie Ryan           |
| Dorsey Wright    | Lafayette/Hud          |
| Don Dacus        | Woof Daschund          |
| Cheryl Barnes    | Huds verloofde         |
| Richard Bright   | Fenton                 |
| Miles Chapin     | Steve Franklin         |
| Fern Tailer      | Sheilas moeder         |
| Charles Denny    | Sheilas vader          |
| Herman Meckler   | Sheilas oom            |
| Agness Breen     | Sheilas tante          |
| Antonia Rey      | George' moeder         |
| George J. Manos  | George' vader          |
| Joe Acord        | Claudes vader          |
| Michael Jeter    | Sheldon (filmdebuut)   |

## Verschillen met de musical
- In de musical is Claude al een hippie voor hij de anderen ontmoet.
- In de musical is Sheila ook een hippie en wordt ze verliefd op Berger, niet op Claude.
- In de musical sterft Claude in Vietnam, niet Berger.
- Acht liedjes die wel in de originele musical zitten, komen niet voor in de filmversie. Andere zijn van gezongen liedjes veranderd in achtergrondmuziek.
- De liedjes zijn veelal aangepast en van vertolker verwisseld vergeleken bij de theateruitvoering, omdat dit de makers beter uitkwam in verband met het filmplot.